# Schoenobius molybdoplecta
Schoenobius molybdoplecta là một loài bướm đêm trong họ Crambidae.